# NGC 556
NGC 556 je galaksija u zviježđu Kit.

## Vanjske poveznice
- SEDS: NGC 0556